# Diplomyces clavifer
Diplomyces clavifer är en svampart som beskrevs av W. Rossi & Cesari 1978. Diplomyces clavifer ingår i släktet Diplomyces och familjen Laboulbeniaceae.  Arten är reproducerande i Sverige. Inga underarter finns listade i Catalogue of Life.